# 安東尼奧·古茲曼·費南德斯
安東尼奧·古茲曼·費南德斯（西班牙語：Antonio Guzmán Fernández，1911年2月12日—1982年7月4日）是多明尼加政治人物，多米尼加革命黨成員，1978年至1982年擔任多明尼加總統。
他只受过中等教育。1962年底在胡安·博什总统手下任农业部长。1965年被干涉多米尼加内政的“美洲国家组织”的谈判代表任命为共和国总统，但拒绝就任。1978年5月以多米尼加革命党候选人资格当选总统。1982年7月初在首都圣多明各总统办公室，因自己手枪走火头部中弹死亡。